# Università di Louisville
L'Università di Louisville è l'università pubblica dello Stato del Kentucky, negli Stati Uniti, e ha la sede nella città principale dello stesso: Louisville.

## Sport
I Cardinals fanno parte della NCAA Division I e dal 2005 al 2013 sono stati affiliati alla Big East Conference; a partire dalla stagione 2014 sono parte della Atlantic Coast Conference. La pallacanestro ed il football americano sono gli sport principali, le partite interne vengono giocate al Papa John's Cardinal Stadium e indoor alla KFC Yum! Center.

### Pallacanestro
Louisville è sempre stata una potenza nel college basket, e la rivalità storica con l'Università del Kentucky, sebbene le due squadre militino da sempre in conference diverse, è fra le più accese degli interi USA. Rivalità infervorata ancor di più nel 2001 dall'arrivo sulla panchina dei Cardinals di coach Rick Pitino, che in passato ha portato in trionfo proprio i Kentucky Wildcats.
Louisville ha vinto tre volte il titolo NCAA: nel 1980 e nel 1986, allenata dal mitico coach Danny Crum e nel 2013 guidata da Pitino, a questi vanno aggiunte altre 10 partecipazioni alle Final Four (1959, 1972, 1975, 1980, 1982, 1983, 1986, 2005, 2012, 2013) per un totale di ben 41 partecipazioni al torneo NCAA.